# NGC 4120
NGC 4120 је спирална галаксија у сазвежђу Змај која се налази на NGC листи објеката дубоког неба.
Деклинација објекта је + 69° 32' 40" а ректасцензија 12h 8m 31,4s. Привидна величина (магнитуда) објекта NGC 4120 износи 13,5 а фотографска магнитуда 14,2. NGC 4120 је још познат и под ознакама UGC 7121, MCG 12-12-1, CGCG 335-4, IRAS 12060+6949, PGC 38553.